# Strzępiak słodkogorzki

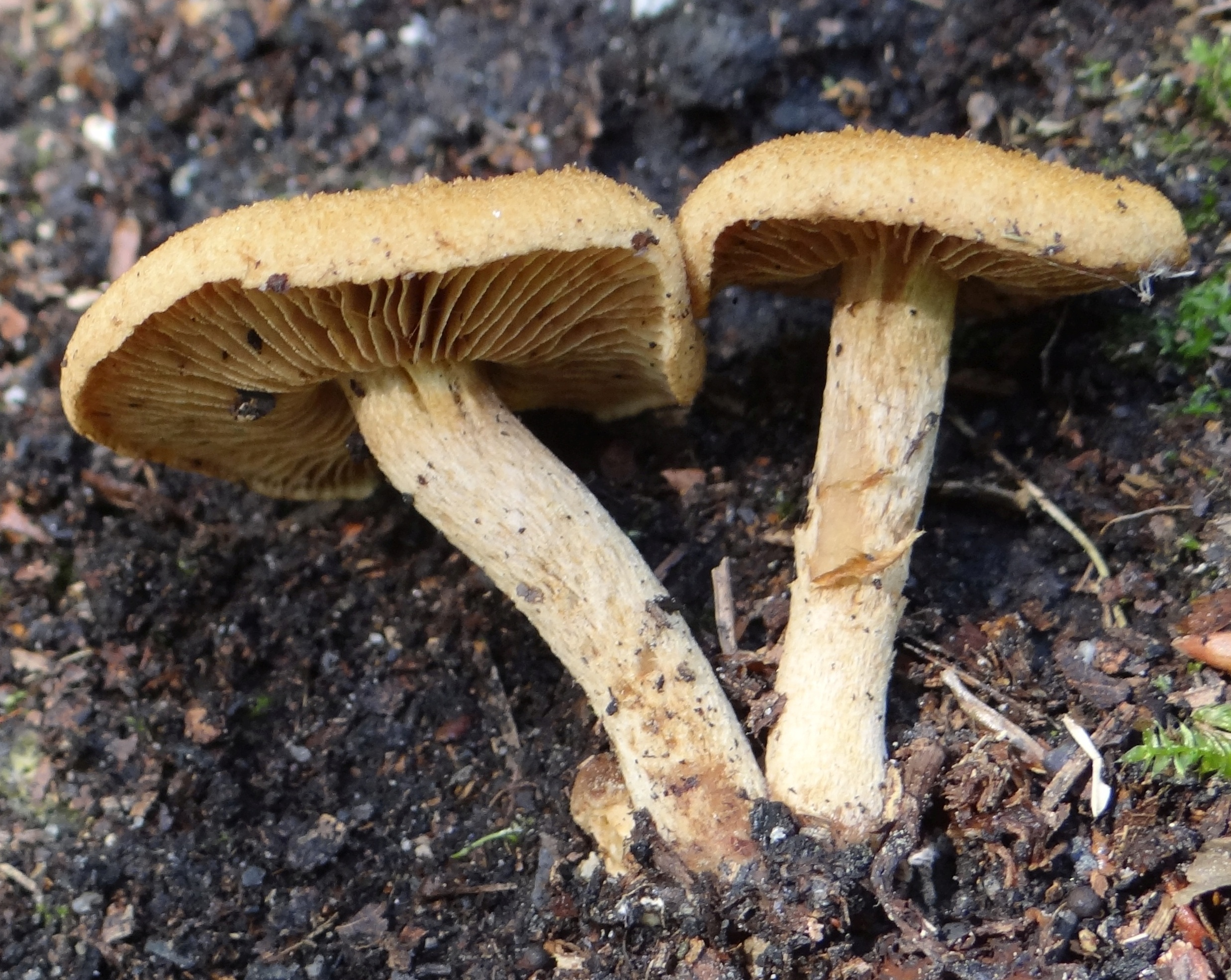

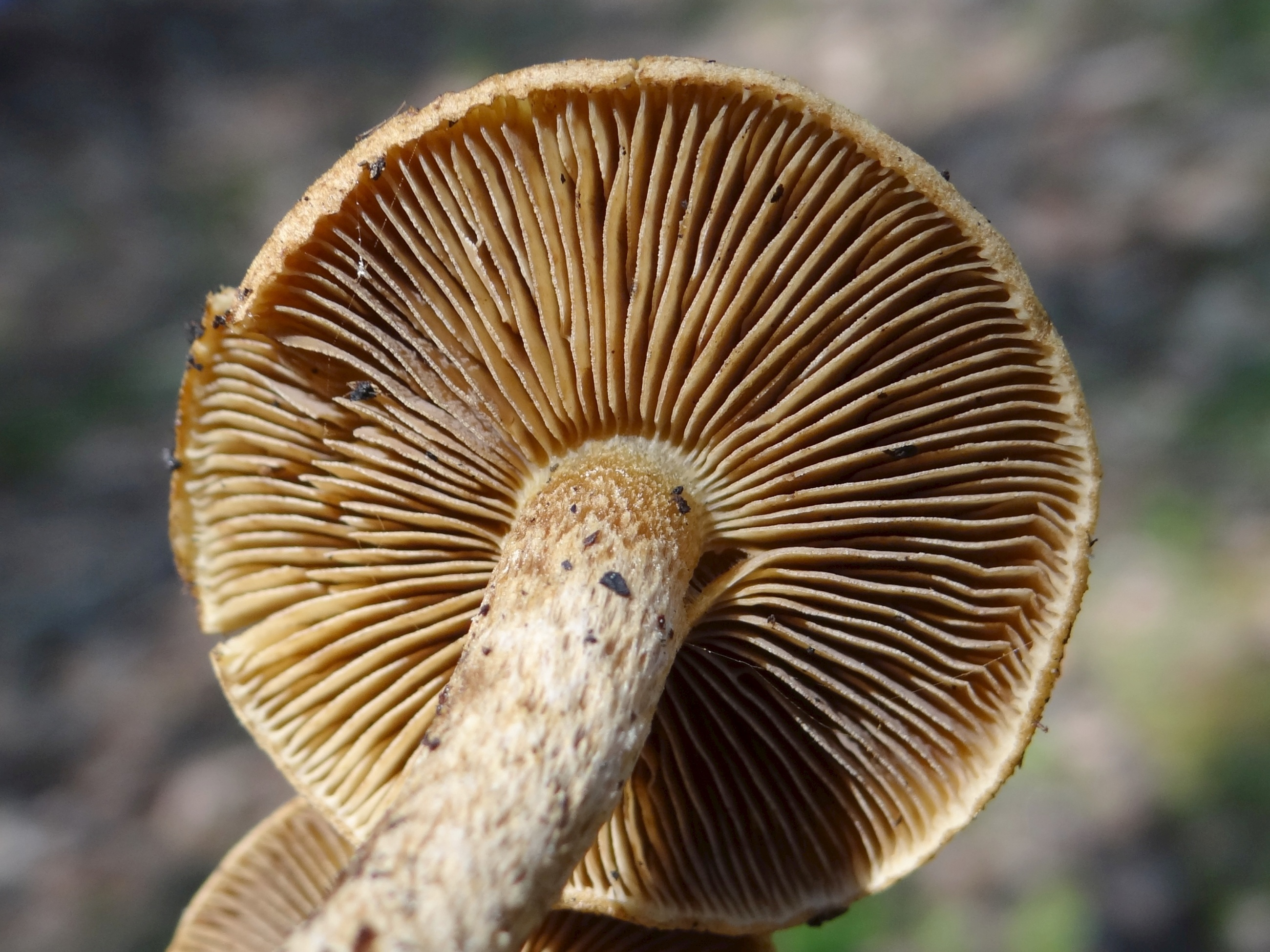

Strzępiak słodkogorzki (Mallocybe dulcamara (Pers.) P. Kumm.) – gatunek grzybów należący do rodziny strzępiakowatych (Inocybaceae).

## Systematyka i nazewnictwo
Pozycja w klasyfikacji według Index Fungorum: Mallocybe, Inocybaceae, Agaricales, Agaricomycetidae, Agaricomycetes, Agaricomycotina, Basidiomycota, Fungi.
Po raz pierwszy zdiagnozował go w 1801 r. Christiaan Persoon nadając mu nazwę Agaricus dulcamarus. Obecną, uznaną przez Index Fungorum nazwę nadali mu (Pers.) Vizzini, Maggiora, Tolaini & Ercole w 2019 r.
Według Index Fungorum jest to takson niepewny.
Synonimy:

- Agaricus dulcamarus Pers. 1801
- Agaricus uniformis Pers. 1798
- Inocybe dulcamara (Pers.) P. Kumm. 1871
- Inocybe delecta P. Karst. 1879
- Inocybe dulcamara f. major Bon 1979
- Inocybe dulcamara f. parcesquamulosa J. Favre 1955
- Inocybe dulcamara f. peronata J. Favre 1955
- Inocybe dulcamara f. solida J. Favre 1955
- Inocybe dulcamara var. axantha Kühner 1956
- Inocybe dulcamara var. homomorpha Kühner 1956

Nazwę polską podał Andrzej Nespiak w 1990 r. Po przeniesieniu do rodzaju Mallocybe nazwa stała się niespójna z nową nazwą naukową.

## Morfologia
Kapelusz
Średnica 2–5 cm, początkowo dzwonkowato wypukły, potem rozprostowujący się, na koniec płaski i pofałdowany. Brzeg długo podwinięty i ostry, potem prosty. Powierzchnia sucha, kosmkowato-włókienkowata, jednak bez pasemek. Barwa beżowordzawa z oliwkowym odcieniem, czasami wyraźnie oliwkowobrązowa.
Blaszki
Z międzyblaszkami, szerokie, zatokowato wycięte, początkowo żółtooliwkowe, potem rdzawocynamonowe. Ostrza jaśniejsze, nierówne.
Trzon
Wysokość 3–6 cm, grubość 0,3–0,7 cm, walcowaty, początkowo pełny, potem pusty, kruchy, z nieco zgrubiałą podstawą. Powierzchnia początkowo biaława, potem brązowawa. Na całej długości jest pokryty włókienkami, czasami tworzącymi kilka stref pierścieniowych.
Miąższ
Białawy, tylko na szczycie kapelusza cytrynowo ochrowy, w trzonie czasami rdzawy. Nie posiada wyraźnego smaku, lub jest nieco gorzki. Zapach niewyraźny lub nieco stęchły.
Cechy mikroskopowe
Zarodniki owalne lub fasolkowate, czasami zaopatrzone w dzióbek, 8–14 × 5–7 µm. Podstawki o wymiarach 35–40 × 8–10 µm, jednozarodnikowe lub dwuzarodnikowe. Komórki brzeżne o kształcie cystyd, maczugowate lub gruszkowate, cienkościenne, 25–40 × 10–15 µm.

## Występowanie i siedlisko
Strzępiak słodkogorzki występuje na półkuli północnej. Znane jest jego występowanie w Europie, Ameryce Północnej, Indiach, Japonii. W piśmiennictwie naukowym na terenie Polski do 2003 r. podano co najmniej 10 stanowisk.
Grzyb mikoryzowy. Występuje na ziemi w różnego typu lasach, zwłaszcza pod świerkami i olszą szarą. W Polsce owocniki pojawiają się zwykle od czerwca do września.

## Gatunki podobne
Strzępiak słodkogorzki wykazuje dużą zmienność w zakresie wielkości owocników, stopnia włókienkowatości ich kapeluszy i trzonów, oraz wielkości i kształtu zarodników. Albertini i Schwein podają, że istnieją odmiany letnie o kapeluszach z ciemnymi blaszkami i odmiany jesienne o bardziej gładkich kapeluszach. W Polsce zmienność uzależniona jest głównie od warunków siedliskowych. Na glebach piaszczystych na niżu rosną okazy rdzawobrązowe, o cieńszych trzonach i zarodnikach o długości do 10 µm. W górach powstają formy bardziej krępe, o grubszym trzonie i bardziej włókienkowatym kapeluszu.
Podobny jest włośniak skórkowatopierścieniowy (Mallocybe terrigena). Odróżnia się odstającymi, gęstymi, brązowymi łuskami na żółtym trzonie.